# Графство Нойбург
Графството Нойбург ам Ин (на немски: Grafschaft Neuburg am Inn) е имперско графство на Свещената Римска империя. Резиденцията му e дворец Нойбург ам Ин при Пасау в Долна Бавария. То се създава през Средновековието и съществува до ликвидирането му през 1803 г.

## История
Графството Нойбург се създава от Формбахите. Те изместват резиденцията си от Форнбах на няколко километра по реката, където през 1050 г. построяват крепостта Нойбург. Скоро след това една линия от фамилията Формбах започва да се нарича на тази крепост. По това време богатството на графството се дължи на доходите от мита на корабоплаватената търговия на Ин.
Наследници на графството Нойбург и останалите земи на Формбахите през 1158 г. става могъщият род на Андексите, които са наследени през 1248 г. от баварските херцози от род Вителсбахи.
През 1283 г. собственик на графството става крал Рудолф I фон Хабсбург. През 1389 г. въстаналите граждани от Пасау изгарят крепостта.
През 1463 г. Йохан фон Рорбах († 1467), служител на император Фридрих III, купува замък Нойбург. След това той е направен от императора на новия имперски граф на Нойбург. През 1497 г. херцог Георг Богатия от Херцогство Бавария-Ландсхут купува графството за 36 000 гулдена. През 1507 г. графството Нойбург е дадено на римско-немския крал Максимилиан I.
През 1803 г. графството е дадено на Курфюрство Бавария. Територията му днес е разделена между Бавария и Австрия.